# Esme Cullen
Esme Cullen è un personaggio della serie Twilight creata da Stephenie Meyer. È la moglie di Carlisle Cullen, nonché madre adottiva di Edward, Alice, Jasper, Rosalie ed Emmett.

## Biografia
Nacque nel 1895 e poco si sa dei suoi primi anni di vita, se non che visse nei pressi di Columbus. Incontrò il dottor Carlisle Cullen per la prima volta a sedici anni (nel 1911), quando si ruppe la gamba nel tentativo di salire su un albero. Desiderosa di diventare un'insegnante, subì tuttavia le pressioni della famiglia perché contraesse matrimonio. A ventidue anni sposò Charles Evenson, nella speranza di rendere felici i suoi familiari e di continuare ad essere felice; il rapporto con il marito fu tuttavia burrascoso, a causa dei modi violenti dell'uomo. La situazione cambiò quando Charles venne chiamato dall'Esercito per partecipare alla prima guerra mondiale; poco dopo il suo ritorno, Esme scoprì di essere incinta e decise di allontanarsi da casa. Si spostò verso nord e riuscì a coronare il suo sogno di diventare maestra; nel 1921 nacque suo figlio, il quale tuttavia morì pochi giorni dopo. Distrutta dal dolore, tentò il suicidio buttandosi da una rupe; quando fu ritrovata si pensò fosse morta. Trasportata all'ospedale, fu curata dal Dr. Cullen, il quale si era trasferito nella zona diverso tempo prima. Il dottore la riconobbe e provò pietà per lei, tanto da trasformarla in un vampiro. Esme sposò quindi il dottor Cullen nel 1921 e, grazie alla sua natura premurosa, costituisce per i giovani Cullen una figura materna. In base a quanto detto da Rosalie, Esme non è sempre riuscita a controllare i suoi istinti di vampiro, perciò nel corso della sua vita, per un numero di volte non specificato ma presumibilmente esiguo, ha ucciso e bevuto il sangue di esseri umani.

## Aspetto fisico
Esme ha un viso a cuore, caratterizzato da una fronte spaziosa, e fisico asciutto, minuta ma con tutte le curve al punto giusto. Ha i capelli color castano caramello e gli occhi dorati, è alta 168.  cm.